# Princeton (New Jersey)
Princeton is een kleine stad in de Amerikaanse staat New Jersey. Princeton ligt in Mercer County en telt ongeveer 30.000 inwoners (2023). Alhoewel het stadje in New Jersey ligt is het eigenlijk een suburb, een forensenstad waarvan veel inwoners werken in de agglomeratie van New York.
In Princeton bevindt zich de Princeton-universiteit en het Institute for Advanced Study.
Albert Einstein woonde in Mercer Street en overleed in 1955  in een ziekenhuis in Princeton. Aan Stockton Street staat een standbeeldje met zijn beeltenis.

## Geschiedenis
Tijdens de Amerikaanse Onafhankelijkheidsoorlog was Princeton een van de brandhaarden. In dat kader vond op 3 januari 1777 de Slag bij Princeton plaats. Na afloop van de oorlog was Princeton in 1783 een half jaar lang de hoofdstad van de Verenigde Staten.

## Plaatsen in de nabije omgeving
De onderstaande figuur toont nabijgelegen plaatsen in een straal van 8 km rond Princeton.

## Bekende inwoners van Princeton

### Geboren in Princeton
- Paul Robeson (1898-1976), acteur, atleet, zanger, schrijver en politiek activist
- Charles Logg (1931), roeier
- David Childs (1941-2025), architect
- Rory Block (1949), bluesgitariste en -zangeres
- Michael E. Knight (1959), acteur
- Muna Shehadi (1961), klassiek zangeres en schrijfster
- Emilie Gordenker (1965),  kunsthistoricus en museumdirecteur
- Jessica Hecht (1965), actrice
- Iris Chang (1968-2004), Chinees-Amerikaans schrijfster, journalist en historicus
- Florencia Lozano (1969), actrice
- Michael Showalter (1970), acteur, filmregisseur, filmproducent en scenarioschrijver

### Overleden
- Sara Josephine Baker (1873-1945), arts en pionier op het gebied van volksgezondheid (meer specifiek overleden in Montgomery)
- Albert Einstein (1879-1955), Duits-Zwitsers-Amerikaanse theoretisch natuurkundige, uitvinder, toegepast wiskundige en Nobelprijswinnaar (1921)
- Robert Oppenheimer (1904-1967), Natuurkundige, vader van de atoombom
- Philip Anderson (1923-2020), natuurkundige en Nobelprijswinnaar (1977)